# Eisothistos bataviae
Eisothistos bataviae là một loài chân đều trong họ Expanathuridae. Loài này được Kensley & Poore miêu tả khoa học năm 1982.